# Khô âm đạo
Khô âm đạo là tình trạng không bài tiết nhiều dịch nhờn nơi âm đạo, gây khó khăn cho quan hệ tình dục.

## Nguyên nhân
- Giảm nồng độ estrogen là nguyên nhân chính gây khô âm đạo. Khi sự bài tiết dịch nhờn giảm đi, lớp niêm mạc âm đạo cũng mỏng, kém chun giãn và dễ bị tổn thương.
- Viêm âm đạo (do vi khuẩn hay nấm)[1]
- Do dùng thuốc như thuốc chống trầm cảm, thuốc chống dị ứng, thuốc kháng sinh
- Đang trong quá trình hóa trị điều trị ung thư
- Sử dụng xà phòng (xà bông) để vệ sinh âm hộ.
- Do cơ địa, một số phụ nữ, dù không có bệnh thực thể nhưng vẫn bị khô âm đạo[1]